# Varfågel
Varfågel (Lanius excubitor) är en fågel i familjen törnskator med mycket omstridd taxonomi. 

## Utseende
Varfågeln mäter 22–26 centimeter. Ovansidan av dess fjäderdräkt är ljust askgrå, med en svart ögonmask som går från näbben till örontäckarna. Ovanför och under denna mask är den vitaktig. Skulderfjädrarna är vita, och vingarna är svartvita med en eller två vita handbasfläckar. Den långa stjärten är svartvit. Undersidan är mestadels vit men skiftar svagt i grått. Näbben är i det närmaste svart men undre näbbasen är ljusare. Benen är svartgrå. Honans underdelar är gråare och svagt vattrade i gråbrunt. Juveniler är gråbruna med otydlig vattring på ovansidan och tydlig vattring på undersidan.
De olika underarterna skiljer sig bland annat på mängden vitt på vingen och stjärten, vilken grå nyans de har och ögonmaskens form. Underarten pallidirostris i Centralasien, ibland kallad saxaulvarfågel, skiljer sig från övriga på sin ljusa näbb och varma ton på kroppssidan, som kan närma sig rosa. 

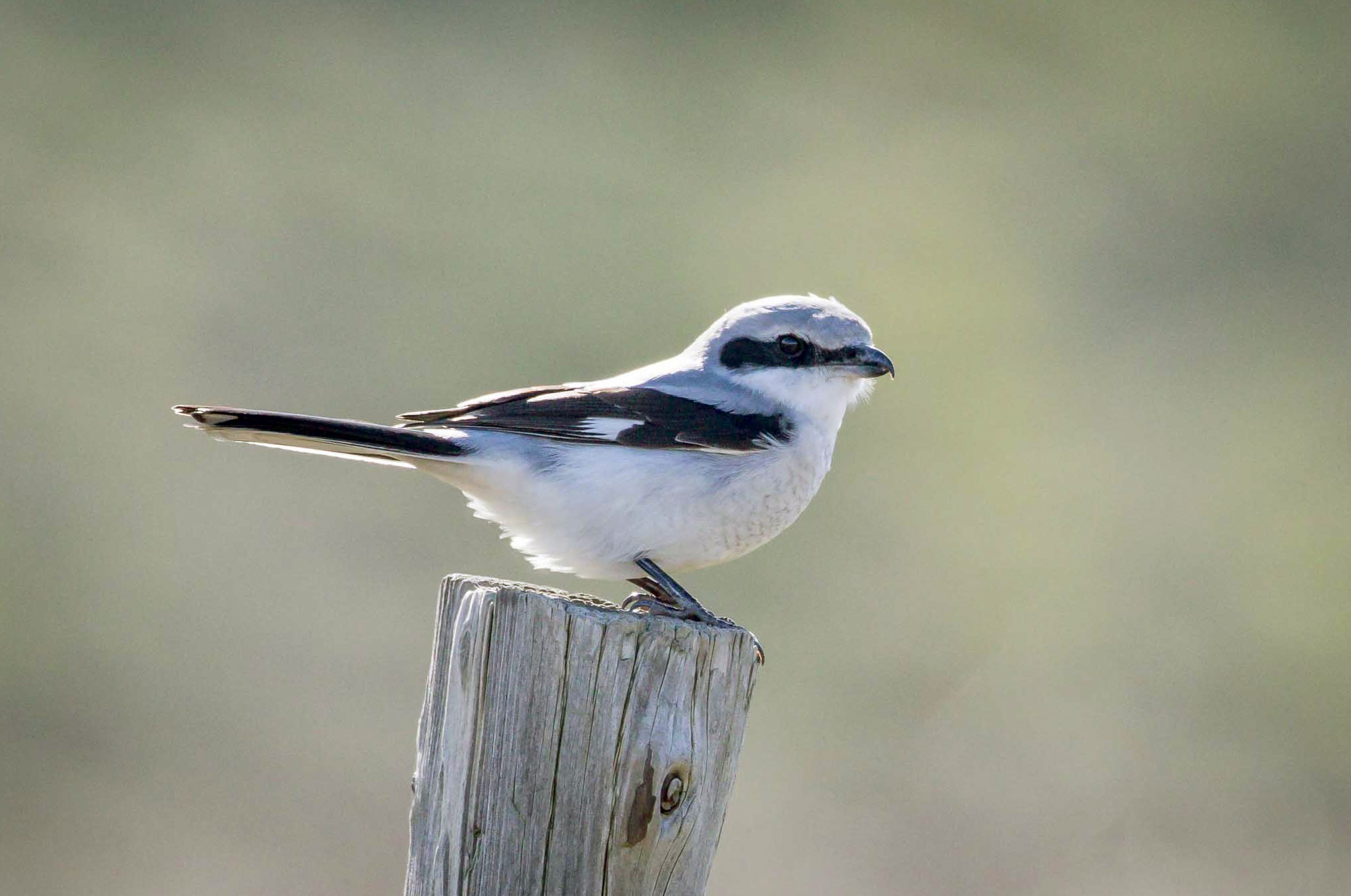

## Utbredning och systematik
Varfågelns systematik är mycket komplicerad och dess systematik omstridd. Tidigare behandlades varfågeln som en vida spridd art i både Europa, Asien, Nordafrika och Nordamerika. Efter studier som visade att populationerna i norr och syd inte hybridiserar där de möts samt att de även föredrar olika typer av habitat delades varfågeln in i två arter: den nordliga varfågeln (L. excubitor) med utbredning i norra Europa, norra Asien och norra Nordamerika, samt ökenvarfågel (L. meridionalis), även kallad sydlig varfågel, på Iberiska halvön, i Nordafrika och i sydligare delar av Asien. 
Senare DNA-studier visade dock att både varfågelns och ökenvarfågelns olika populationer inte är varandras närmaste släktingar. Östasiatiska och nordamerikanska varfåglar, liksom den på Iberiska halvön förekommande nominatformen av ökenvarfågel, meridionalis, står istället nära amerikansk törnskata (L. ludovicianus). 
Birdlife Sveriges taxonomikommitté tolkade tidigare dessa studier så att komplexet varfågel-ökenvarfågel delades upp i följande arter:
- Iberisk varfågel (L. meridionalis) – på Iberiska halvön
- Beringvarfågel (L. sibiricus) – i östra Asien och norra Nordamerika
- Varfågel (L. excubitor) – i begränsad mening med utbredning i Europa och norra västra Asien
- Ökenvarfågel (L. elegans) – i Nordafrika och delar av Asien

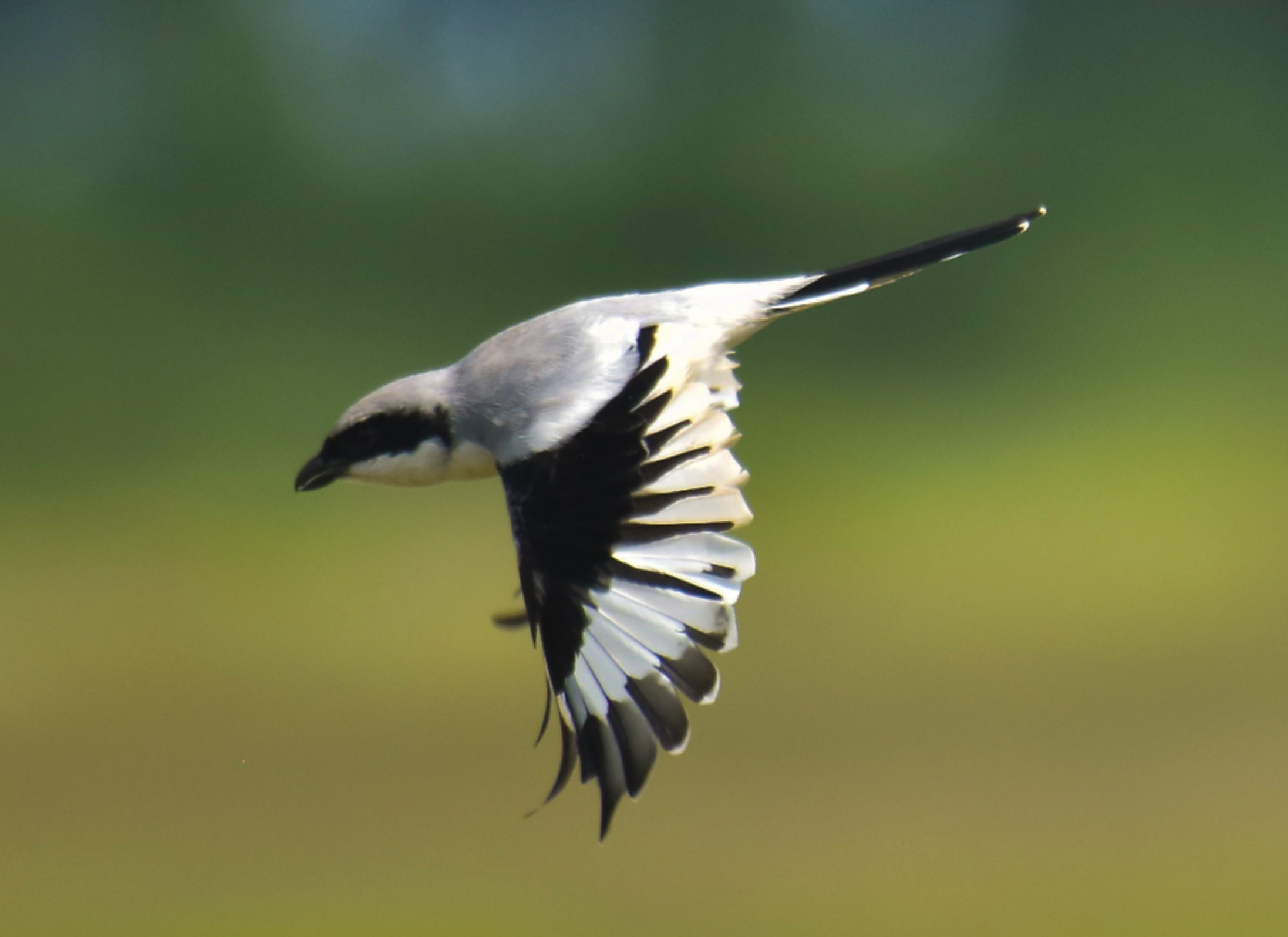
Varfågel av underarten lahtora.

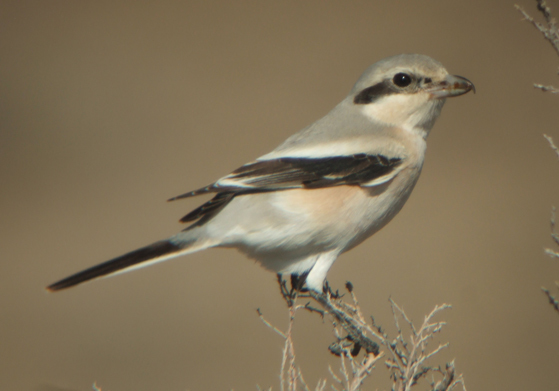
Varfågel av underarten pallidirostris.

I och med att Birdlife Sverige 2025 sällade sig till den internationella listan AviList så kategoriseras numera varfågel som en polytypisk art, som återigen omfattar taxonen inom "ökenvarfågel" och därmed utgörs av underarterna:
- excubitor (nordlig varfågel[7]) – nominatformen häckar i centrala och norra Europa österut till floden Ob i västra Sibirien.
- homeyeri inklusive leucopterus – häckar från Svarta havet österut till södra Uralbergen, Altaj, norrut till 58°N, och återfinns på stäpperna i västra Sibirien och i norra Kazakstan.
- koenigi – Kanarieöarna
- algeriensis – Marocko norr om Atlasbergen samt utmed kusten av norra Algeriet och Tunisien.
- elegans – häckar i norra Sahara, från Mauretanien till Sinaihalvön och Röda havet
- leucopygos – södra Sahara och Sahel från Mauretanien till västra och centrala Sudan
- aucheri – östra, centrala Sudan till nordvästra Somalia och nordväst till Irak och Iran
- theresae – södra Libanon och norra Israel
- buryi – Jemen, har även setts i Djibouti och Etiopien
- uncinatus – Sokotra
- lahtora – östra Pakistan och i norra Indien
- pallidirostris (saxaulvarfågel) – Iran till de torra stäppområdena i västra Kina, i Xinjiang, Gansu och Ningsia. Övervintrar i tropiska Asien och i Östafrika

Saxaulvarfågeln är en sällsynt gäst i Västeuropa, speciellt under hösten, och har observerats så långt norrut som Sverige och Storbritannien.
Med fler studier så kan det komma att bli fler uppdelningar inom komplexet.

### Förekomst i Sverige
Varfågeln häckar sommartid i tallskog på myrar och i öppen skogsmark, bland annat hyggen, från en linje norra Värmland till mellersta Dalarna, västra Hälsingland och Medelpad och norrut. När vintern närmar sig drar större delen av populationen söderut i landet. Många är stannfåglar, medan några flyttar ned på kontinenten.

## Ekologi

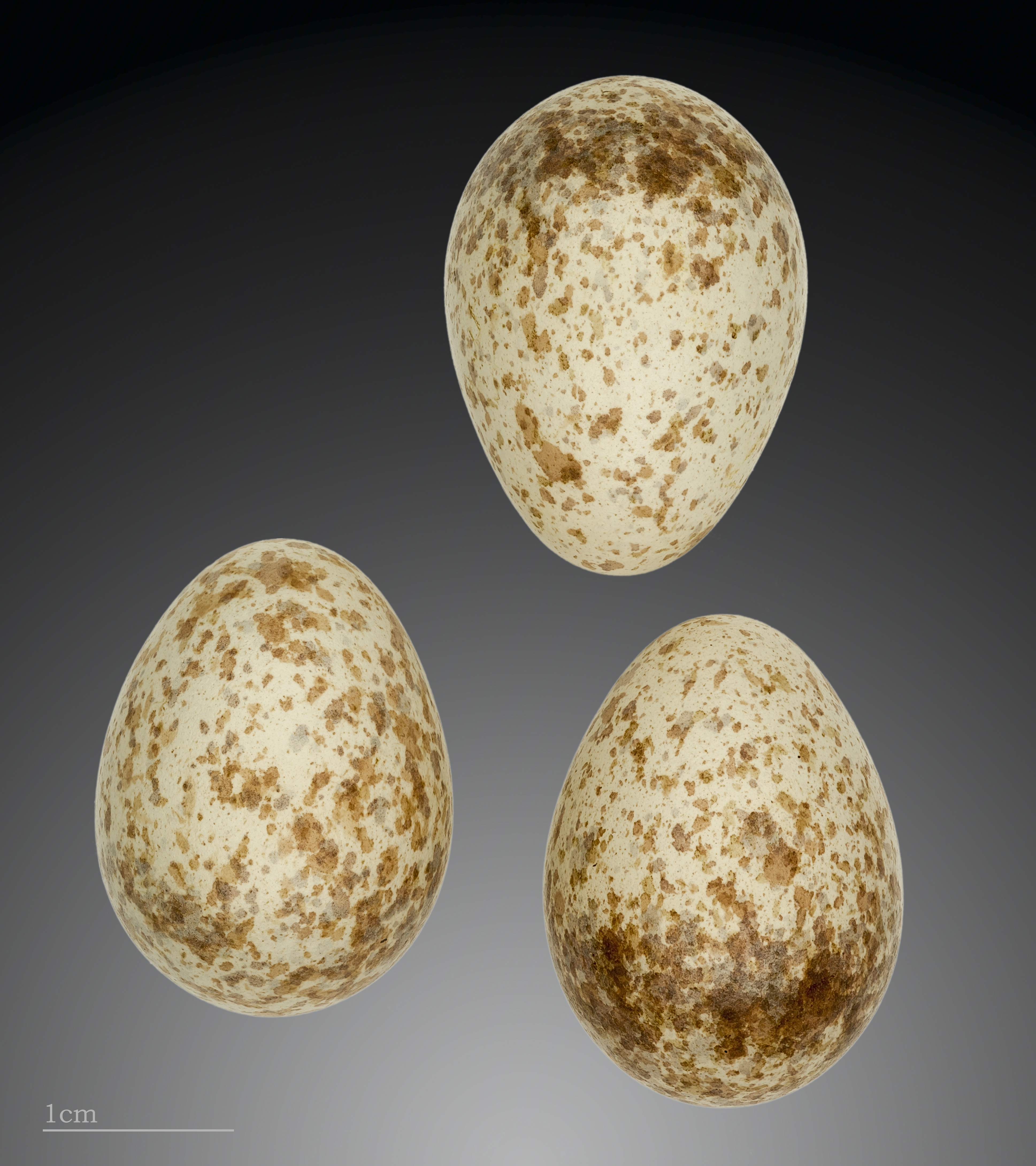
Ägg av varfågel (museispecimen).

Varfågeln är känd för sin uppmärksamhet för annalkande faror. När den varseblir någon rovfågel varnar den med ett skarpt skrik. Den kan också jaga bort och förfölja rovfåglar, korpar och kråkor. Honan lägger fem till sju ägg som är vitaktiga med brunaktiga fläckar. Den lever mest av insekter och smågnagare och lägger ofta upp förråd genom att spetsa sina byten på törnetaggar eller kvistar. Under jakt ryttlar den ofta.

## Varfågel och människan

### Status och hot
Varfågeln har ett mycket stort globalt utbredningsområde. Den bedöms minska i antal, men inte i en omfattning och hastighet som gör den hotad. Utifrån dessa kriterier kategoriserar IUCN arten som livskraftig (LC). Notera dock att IUCN inkluderar ökenvarfågeln i bedömningen. Världspopulationen uppskattas till mellan 640 000 och 1 250 000 individer.
I Sverige är varfågeln en relativt fåtalig art med ett uppskattat bestånd på 12 000 vuxna individer. Den tros dock öka i antal och listas som livskraftig av Artdatabanken. Även i Finland anses den vara livskraftig.

### Taxonomi och namn
Varfågeln beskrevs vetenskapligt 1758 av Carl von Linné i tionde upplagan av hans Systema Naturae, under artens nuvarande vetenskapliga namn Lanius excubitor.
Dess vetenskapliga namn är latin, där lanius betyder "slaktare" och excubitor "vakt", vilket refererar till två av artens mest typiska beteenden, att lagra byten genom att spetsa dem på taggar, och att sittande spana från en väl exponerad gren eller stolpe för att upptäcka eventuella byten. 
Ett äldre namn är större törnskata.

### I kulturen
Förr ansågs det i Sverige vara otursbringande att se en varfågel. På grund av sin vaksamhet mot rovfåglar användes den förr av falkenerare.